# Lamim
Lamim este un oraș în Minas Gerais (MG), Brazilia.